# Hiroaki Hirata
Hiroaki Hirata (平田 広明?, Hirata Hiroaki; Tokyo, 7 agosto 1963) è un attore e doppiatore giapponese, membro dei Gekidan Subaru.
È famoso principalmente per i ruoli di Sanji in One Piece, Sha Gojyo in Saiyuki, Kotetsu T. Kaburagi in Tiger & Bunny ed il narratore in Digimon Adventure.

## Animazione

### Anime
- Air Gear (Aeon Clock)
- Anata ga koko ni Itehoshii (Chanpia)
- Ayakashi: Japanese Classic Horror (Iemon Tamiya)
- Banana Fish (Max Lobo)
- Black Lagoon (Benny)
- Burn the Witch (Billy Banx Jr.)
- Claymore (Rubel)
- DearS (Xaki)
- Digimon Adventure (Narratore, Leomon, Hiroaki Ishida)
- Digimon Adventure 02 (Narratore, Takeru (adulto), Gennai, Hiroaki Ishida)
- Digimon Tamers (Leomon)
- Elfen Lied (Professor Kakuzawa Yu)
- Hajime no Ippo (Okita Keigo)
- Gaiking - Legend of Daiku-Maryu (John)
- Ghost in the Shell: Stand Alone Complex - 2nd GIG (Gino)
- Gintama (Terada Tatsugorou)
- Great Teacher Onizuka (Gibayashi)
- Hanbun no tsuki ga noboru sora (Goro Natume)
- Inuyasha (Suikotsu)
- Kekkaishi - Professione acchiappademoni (Kaguro)
- Kyō Kara Maō! (Geigen "Hube" Huber)
- L/R: Licensed by Royalty (Jack Hofner)
- Nadja (Karuro)
- Naruto (Genma Shiranui)
- One Piece (Sanji, Karl, Magura e Inuppe)
- Ojamajo Doremi (padre di Yada, Kenzo Asuka, personaggi vari)
- Petite Princess Yucie (Frederick)
- Saiyuki (Sha Gojyo)
- Sword Art Online (Tsuboi Ryoutarou/Klein)
- Tiger & Bunny (Kotetsu T. Kaburagi/Wild Tiger)
- Transformers: Galaxy Force (Live Convoy, Gasket, padre di Lory)
- Uchu Kyodai (Mutta Nanba)
- Ultimate Muscle (Il Ninja)
- Xenosaga: The Animation (Allen Ridgely)

### OAV
- Hellsing Ultimate (Pip Bernadotte)

### Film
- Animatrix (Neo)
- Digimon Adventure (annunciatore televisivo)
- Ghost in the Shell 2 - Innocence (Koga)
- Film di One Piece (Sanji (escluso il primo) e Karl nel ottavo)
- Melanzane - Estate andalusa (Frankie)
- Saiyuki Requiem (Sha Gojyo)
- WXIII: Patlabor the Movie 3 (Shinichiro Hata)

### Videogiochi
- Ace Combat 5: Squadron Leader (Albert Genette)
- Battle Stadium D.O.N (Vinsmoke Sanji)
- Catherine (Orlando Haddick)
- Catherine: Full Body (Orlando Haddick)
- Devil May Cry 4: Special Edition (Vergil)
- Devil May Cry 5 (Vergil)
- Dissidia 012 Final Fantasy (Laguna Loire)
- Dissidia Final Fantasy: Opera Omnia (Laguna Loire, Balthier)
- Final Fantasy XII (Balthier)
- God Eater (Lindow Amamiya)
- Granblue Fantasy (Rackam, Vinsmoke Sanji)
- Granblue Fantasy: Versus (Rackam)
- Granblue Fantasy: Versus Rising (Rackam)
- Granblue Fantasy: Relink (Rackam)
- Gungrave Overdose (Juji Kabane)
- Itadaki Street: Dragon Quest and Final Fantasy 30th Anniversary (Balthier)
- JoJo's Bizarre Adventure: All Star Battle (Jean Pierre Polnareff)
- Jump Force (Vinsmoke Sanji)
- Kingdom Hearts II (Jack Sparrow)
- Kingdom Hearts III (Jack Sparrow)
- Lufia: Curse of the Sinistrals (Amon)
- Metal Gear Rising: Revengeance (Jetstream Sam)
- Namco × Capcom (Kamuz, Bruce McGivern)
- Ninja Gaiden 3 (Cliff)
- Videogiochi di One Piece (Vinsmoke Sanji)
- Panzer Dragoon Saga (Paet)
- Project X Zone 2 (Vergil)
- Sonic e il Cavaliere Nero (Caliburn)
- Spyro 2: Gateway to Glimmer (Hunter)
- Tales of Innocence (Ricardo Soldato, Hypnos)
- Tales of the Rays (Ricardo Soldato, Kotetsu T. Kaburagi/Wild Tiger)
- Teppen (Vergil)
- The 3rd Birthday (Kunihiko Maeda)
- Ultimate Marvel vs. Capcom 3 (Vergil)
- Xenosaga Episode I: Der Wille zur Macht (Allen Ridgely)
- Xenosaga Episode II: Jenseits von Gut und Böse (Allen Ridgely)
- Xenosaga Episode III: Also Sprach Zarathustra (Allen Ridgely)
- Ys: Memories of Celceta (Duren)

## Film e Serie Tv
- Matt Damon
  - The Bourne Identity
  - The Bourne Supremacy

- Johnny Depp
  - Donnie Brasco (Joseph D. 'Joe' Pistone)
  - Secret Window (Mort Rainey)
  - Neverland - Un sogno per la vita (James Matthew Barrie)
  - Pirati dei Caraibi (Jack Sparrow)
  - Once Upon a Time in Mexico (Sands)
  - Chocolat (Roux)
  - Ed Wood (Ed Wood)
  - Il mistero di Sleepy Hollow (Ichabod Crane)
  - From Hell (Frederick Abberline)
  - The Man Who Cried - L'uomo che pianse (Cesar)
  - The Ninth Gate (Dean Corso)
  - Prima che sia notte (Lieutenant Victor)

- Ewan McGregor
  - The Island
  - Trainspotting
  - Moulin Rouge!
- Matt LeBlanc
  - Joey (Joey Tribbiani)
  - Friends (Joey Tribbiani)

- Altri
  - Encino Man (Matt (Michael DeLuise))
  - Black Hawk Down - Black Hawk abbattuto (Matt Eversmann (Josh Hartnett))
  - Big Fish - Le storie di una vita incredibile (Will (Billy Crudup))
  - CSI: NY (Danny Messer Carmine Giovinazzo))
  - Fight Club (Narrator (Edward Norton))
  - Il rompiscatole (Steven (Matthew Broderick))
  - E.R. - Medici in prima linea (John Carter (Noah Wyle))
  - Saw - L'enigmista (Adam (Leigh Whannell))
  - Star Trek: Enterprise (Michael Rostov (Joseph Will))
  - Thomas and the Magic Railroad (Mr. C. Junior (Michael E. Rodgers))
  - La Pantera Rosa (Mack)
  - Garfield: il film (Sir Roland)
  - Devil May Cry (Vergil (Robbie Daymond))